# جبريل هوراسيو غونزاليس
جبريل هوراسيو غونزاليس (بالإسبانية: Gabriel Horacio González)‏ (13 نوفمبر 1980 في الأرجنتين - ) هو لاعب كرة قدم أرجنتيني في مركز الهجوم. لعب مع Club Atlético Douglas Haig ‏.

## وصلات خارجية
- جبريل هوراسيو غونزاليس على موقع قاعدة بيانات كرة القدم.إي يو (الإنجليزية)